# Parco eolico di Capricorn Ridge
Il parco eolico di Capricorn Ridge è un grande parco eolico del Texas, negli Stati Uniti.
Il parco si trova tra le contee di Sterling e di Coke ed è formato da 407 turbine eoliche con una potenza nominale di 662,5 megawatt. L'impianto produce energia elettrica da fonte rinnovabile per circa 220 000 abitazioni.
La costruzione del parco è stata attuata da una sussidiaria della società NextEra Energy Resources, che ne è anche la proprietaria.